# Tiê-bicudo
Tangará-bicudo ou tiê-bicudo (Conothraupis mesoleuca) é uma ave da família Thraupidae. Mede 14,5 cm, é negro com um ligeiro brilho esverdeado, com o peito, a barriga e a face inferior das asas brancos. O bico e os pés são pretos.

## Etimologia
"Tiê" é um termo que se origina do nome tupi para o pássaro: ti'ê.